# Стадион Швајцарска Ванкдорф
Стадион Швајцарска Ванкдорф је нови швајцарски фудбалски стадион у Берну. Стадион је изграђен за потребе Европског првенства 2008. Други је по величини у Швајцарској, али му је капацитет за првенство смањен за 2.000 места због сигурности.
Саграђен је на месту старог Ванкдорфа, на којем је играно финале Светског првенства 1954., који је срушен 2001. Изградња је трајала четири године, а потрошено је око 350 милиона евра. Свечано је отворен 2005. године. На њему је играна утакмица хокејашког првенства Швајцарске између Берна и Лангнауа, коју је посматрало 30.000 гледалаца. На Европском првенству на њему су игране три утакмице групе Ц. („групе смрти“)
Димензије стадиона су 105 х 68 m, а капацитет 32.000 места за седење. На стадиону своје утакмице игра швајцарски суперлигаш Јанг Бојс.